# 凸凹 (吉岡聖恵の曲)
「凸凹」（でこぼこ）は、吉岡聖恵の楽曲。作詞作曲は緑黄色社会の長屋晴子で、編曲はNaoki Itaiと緑黄色社会。2022年4月24日からダウンロード配信が開始され、同年6月15日に自身の2作目のシングルとして、エピックレコードジャパンからCDシングルで発売された。テレビ朝日系アニメ『カッコウの許嫁』のオープニングテーマとして使用された。CDシングル『凸凹』は、オリコン週間シングルランキングで最高位24位、Billboard Japan Top Singles Salesで最高位23位を記録。

## 背景・リリース
2022年1月17日、同年4月から放送開始となるテレビ朝日系アニメ『カッコウの許嫁』のオープニングテーマが「凸凹」に決定したことが発表された。テレビアニメ作品をオープニングテーマを担当するのは、吉岡のソロ名義としては初の例となる。作詞作曲は吉岡と親交が深い緑黄色社会の長屋晴子が手がけた。吉岡はコロナ禍に緑黄色社会の楽曲をよく聴いていて、楽曲や歌声に刺激や元気をもらったとし、「ソロでいつか晴子ちゃんに曲を作ってもらえたらいいな！」という思いがあったと明かしている。これにあたり長屋に曲提供を依頼し、長屋が「詞曲両方書きます！」と引き受けたことから、作詞作曲ともに長屋が担当することとなった。
同じく1月17日には、4月17日に各種音楽配信サービスでの配信が開始されることも発表され、新しいアーティスト写真と配信ジャケットに加えて、楽曲の一部を視聴することができるプロモーション・ビデオが解禁された。
3月17日、CDシングル『凸凹』が6月15日に発売されることが発表された。初回限定盤は、『カッコウの許嫁』描き下ろしイラストも使用したダブルジャケット仕様となっており、ジャケットを広げると吉岡が座るグランドの向こうに、『カッコウの許嫁』の登場人物がいるようなアートワークになっている。DVDが付属しており、本作のミュージック・ビデオおよびメイキング映像が収録された。同日にティザー映像が公開されたほか、先行配信日時を『カッコウの許嫁』の初回放送に合わせて4月24日に変更したことも発表された。
6月1日、レコーディングメンバーとして緑黄色社会が参加していることが正式に発表された。レコーディングの様子が撮影されており、CDシングルに付属のDVDに「凸凹-Recording Behind The Scenes-」として収録された。6月8日にはCDシングルにtofubeatsとAiobahnによるリミックス楽曲が収録されることが発表された。

## 制作
吉岡は、長屋に楽曲制作を依頼する際『カッコウの許嫁』が「学生が出てくるキラキラしたアニメ」であることから、自分自身が「主人公になりきる」という感じではなく、俯瞰（）して歌えたらいいのかもしれないということを伝えた。完成した作品では「あえて主人公の一人称を示さない」形になっており、これについて吉岡はそこがこの作品を歌ううえでの軽やかさに繋がっているのかなと感じましたと語っている。
レコーディング前の仮歌の段階では、長屋がディレクションを担当した。この時に長屋から1サビの「そんな顔もするんだね」の「ね」が聖恵ちゃんっぽいんですよね。他にも「ね」というフレーズを入れたんです鼻濁音がいいんですよねと言われたことについて、吉岡は“ね”が私っぽいのかと思いました（笑）自分では気づかない個性というか、そういういところを聴いて、生かしてくれているんだ！と嬉しくなりましたねそういうふうに聴いているんだということがわかってとても新鮮でしたと回想している。
演奏には緑黄色社会のメンバー全員が参加しており、吉岡はリョクシャカの演奏を聴いていると、ただ単に音楽と向き合っているというだけでなく、“聴く人に届けるんだ”という強い意思を感じていて。バンドだからこその一体感もありながら、ひとりひとりが頼もしいミュージシャンなんだとレコーディングの現場で感じながら作業できたことはとても刺激になりましたと語っている。

## 評価
『ROCKIN'ON JAPAN』の高橋智樹は、自分にないものを／あなたが持っているんだ／混ぜたら危険でしょうか望むのはがっちりとハマるパズルゲーム／あなたに会えば うるさく鳴る鼓動が／不可能を可能にするというフレーズについて、アニメ『カッコウの許嫁』の物語に寄り添っているのと同時に、長屋から吉岡へ捧げられた渾身のリスペクトのようにも響いてくるとし、そんな楽曲に真っ向から応えながら、その歌詞に織り込まれたストーリーと感情をダイナミックに立ち昇らせてみせる吉岡のポテンシャルに、改めて驚きと感激を禁じ得ない。前作“まっさら”に続くオリジナル曲で新たな可能性の扉を次々に開けつつある、吉岡の現在地を克明に伝える名曲と評している。

## シングル収録曲
| 全作曲: 長屋晴子。 |                                                |           |            |                         |      |
| #                  | タイトル                                       | 作詞      | 作曲・編曲 | 編曲                    | 時間 |
| 1.                 | 「凸凹」                                       | 長屋晴子  | 長屋晴子   | Naoki Itai 緑黄色社会   | 3:52 |
| 2.                 | 「凸凹 (tofubeats remix)」                     | 長屋晴子  | 長屋晴子   | tofubeats（リミキサー） | 5:27 |
| 3.                 | 「凸凹 (Aiobahn remix) - SACRA BEATS Singles」 | 長屋晴子  | 長屋晴子   | Aiobahn（リミキサー）   | 2:25 |
| 4.                 | 「凸凹 (Instrumental)」                        |           | 長屋晴子   | Naoki Itai 緑黄色社会   | 3:50 |
| 合計時間:          | 合計時間:                                      | 合計時間: | 15:34      |                         |      |

| #         | タイトル                                                     | 作詞  | 作曲・編曲 | 時間 |
| --------- | ------------------------------------------------------------ | ----- | ---------- | ---- |
| 1.        | 「凸凹 (Music Video)」                                       |       |            | 3:55 |
| 2.        | 「凸凹 (Music Video -Behind The Scenes)」                    |       |            | 4:07 |
| 3.        | 「凸凹 (Recording -Behind The Scenes)」                      |       |            | 4:08 |
| 4.        | 「TVアニメ「カッコウの許嫁」ノンクレジットオープニング映像」 |       |            | 1:30 |
| 5.        | 「TVアニメ「カッコウの許嫁」メインPV第1弾」                  |       |            | 1:01 |
| 合計時間: | 合計時間:                                                    | 14:41 |            |      |

## チャート成績
| チャート (2022年)             | 最高位 |
| ----------------------------- | ------ |
| 日本 (オリコンシングル)       | 24     |
| 日本 (オリコンアニメシングル) | 9      |
| 日本 (Download Songs)         | 62     |
| 日本 (Top Singles Sales)      | 23     |